# Бродрик, Джордж, 4-й виконт Мидлтон
Джордж Бродрик, 4-й виконт Мидлтон (англ. George Brodrick, 4rd Viscount Midleton; 1 ноября 1754 — 12 августа 1836) — англо-ирландский политик и пэр.

## Происхождение и образование

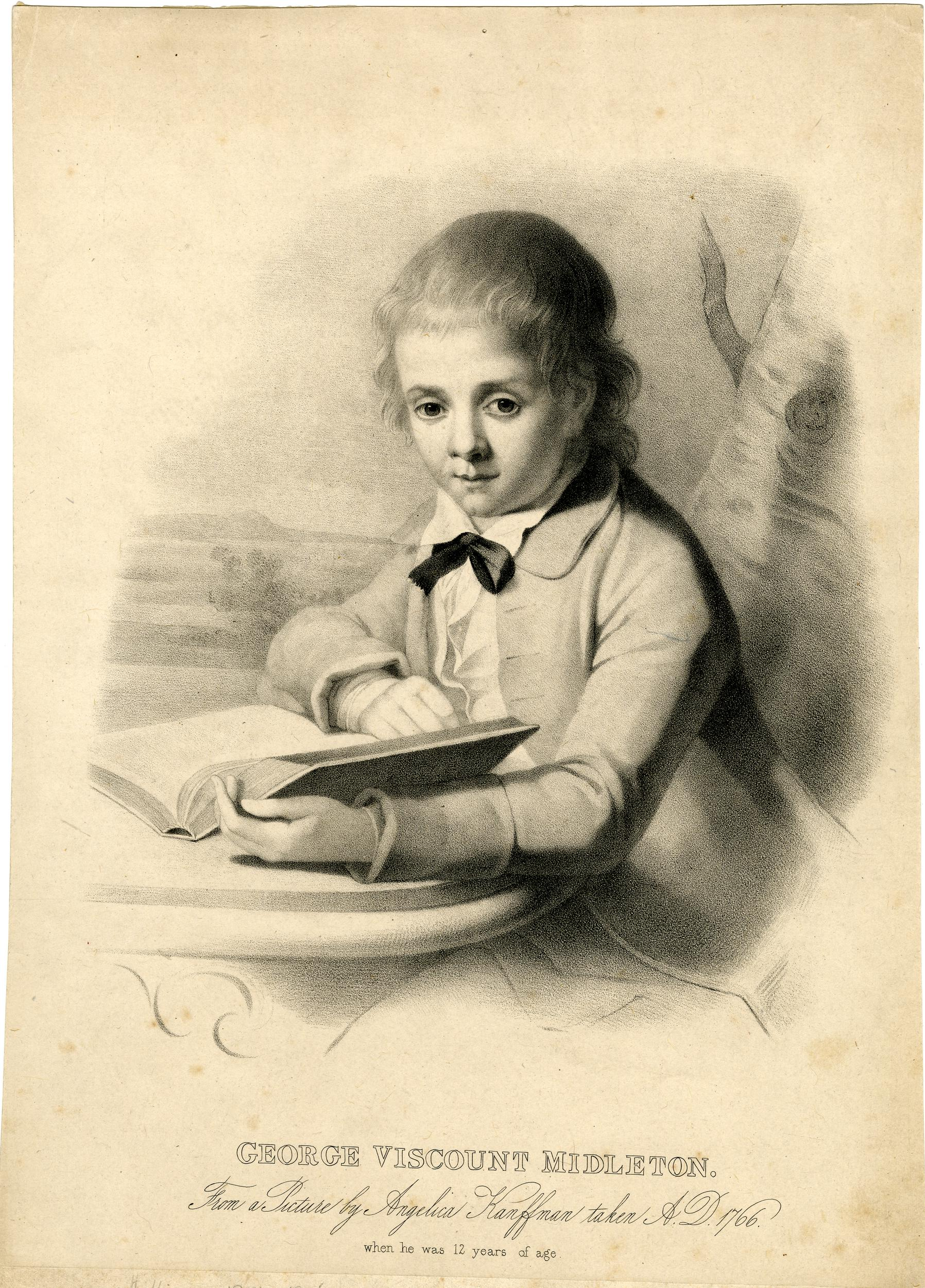
12-летний Джордж Мидлтон, 4-й виконт Мидлтон

Родился 1 ноября 1754 года. Старший сын Джорджа Бродрика, 3-го виконта Мидлтона (1730—1765) и Альбинии Таунсенд (? — 1808), дочери достопочтенного Томаса Таунсенда. Он получил образование в Итонском колледже с 1766 по 1771 год и был принят в колледж Св. Иоанна в Кембридже в 1772 году.
22 августа 1765 года после смерти своего отца Джордж Бродвик унаследовал титулы 4-го виконта Мидлтона из Мидлтона в графстве Корк (Пэрство Ирландии) и 4-го барона Бродрика из Мидлтона в графстве Корк (Пэрство Ирландии). Он унаследовал его ирландское виконтство и поместье Пепер-Хароу в Суррее с его новым, но незаконченным особняком, который он завершил, когда достиг совершеннолетия. Теперь это здание является памятником архитектуры I категории.

## Карьера
С 1774 по 1796 год лорд Мидлтон, будучи ирландским пэром, заседал в Палате общин Великобритании от Уитчерча. Это место было подарено братом его матери, Томасом Таунсендом, 1-м виконтом Сиднеем.
11 июня 1796 года Мидлтону был присвоен титул барона Бродрика из Пепер-Харроу в графстве Суррей (Пэрство Великобритании), что дало ему и его потомкам право заседать в Палате лордов Великобритании.
Виконт Мидлтон умер в Пепер-Харроу (его главном родовом поместье в Англии) 12 августа 1836 года и был похоронен в Уондсворте.

## Семья
Виконт Мидлтон был дважды женат. 4 декабря 1778 года он женился первым браком на достопочтенной Фрэнсис Пелэм (? — 28 июня 1783), второй дочери Томаса Пелэма, 1-го графа Чичестера, и Энн Франкленд, дочери Фредерика Мейнхарда Франкленда. Дети от первого брака:
- Достопочтенная Фрэнсис Энн Бродик (? — 19 февраля 1828), в 1803 году она вышла замуж за Иниго Томаса (ранее Иниго Фримена), внука сэра Джорджа Томаса, 1-го баронета, от брака с которым у неё было девять детей[8].

13 июня 1797 года виконт Мидлтон вторично женился на Мэри Беньон (? — 14 января 1852), второй дочери Ричарда Бенона и его жены Ханны Халс, дочери сэра Эдварда Халса из Бремор-хауса, Хэмпшир. Дети от второго брака:
- Достопочтенная Мэри Бродрик (28 марта 1799 — 11 апреля 1893), умерла незамужней[7]
- Достопочтенная Шарлотта Бродрик (18 февраля 1801 — 12 апреля 1863), умерла незамужней
- Достопочтенная Харриет Бродрик (10 августа 1804 — 13 августа 1893), в 1829 году она вышла замуж за своего кузена, преподобного Уильяма Джона Бродрика, 7-го виконта Мидлтона (1798—1870), от брака с которым у неё было четверо детей.
- Джордж Алан Бродрик, 5-й виконт Мидлтон (10 июня 1806 — 1 ноября 1848)
- Достопочтенная Эмма Бродрик (13 августа 1807 — 5 апреля 1894), умерла незамужней
- Достопочтенная Люси Бродрик (3 июля 1809 — 31 декабря 1895), умерла незамужней.